# Императорские регалии Бразилии

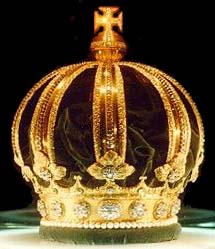
Императорская корона

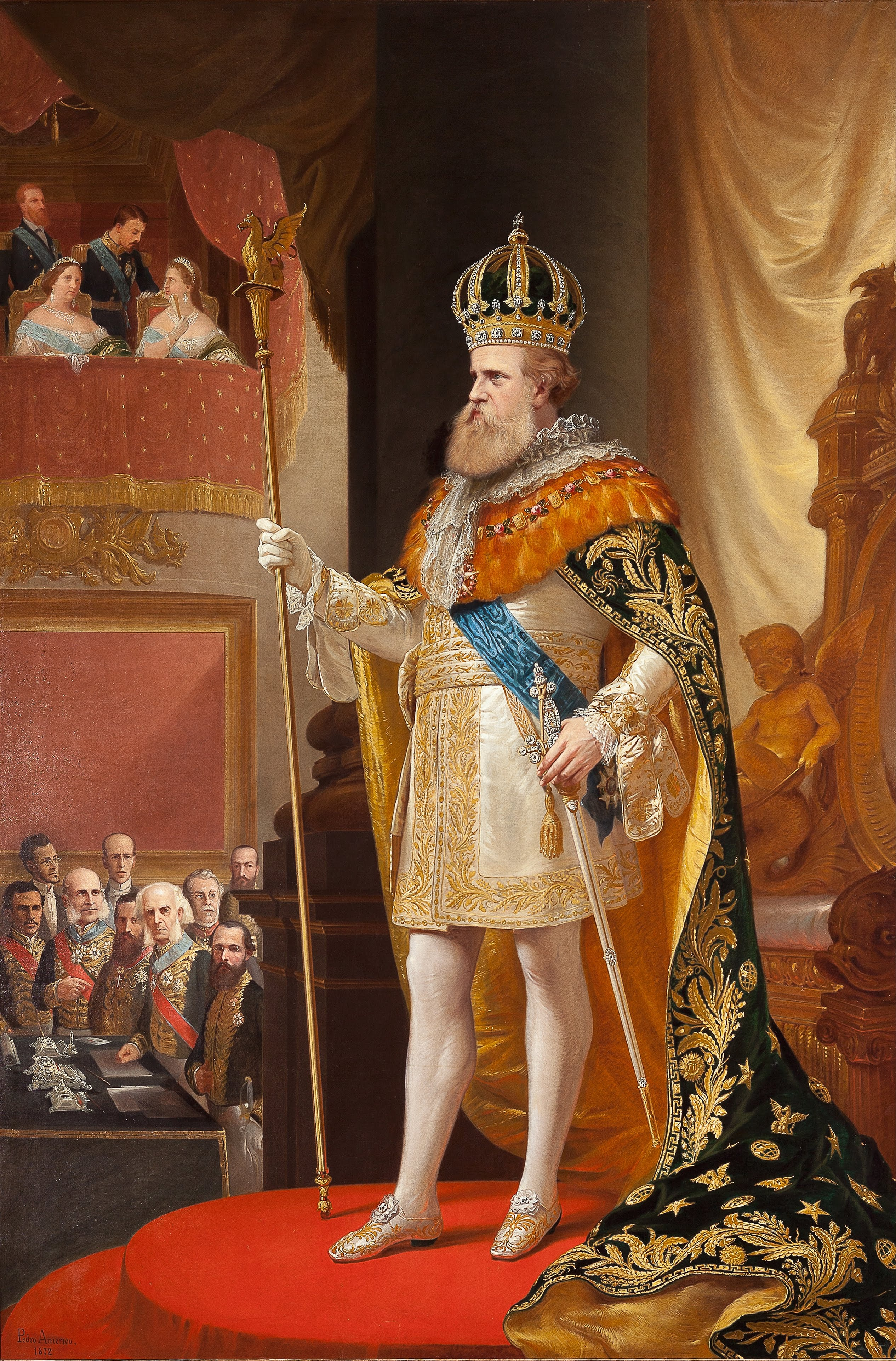
«Тронная речь императора» — картина художника Педру Америку изображает ситуацию 1872 года, когда император с короной и скипетром созывает Ассамблею и Сенат Бразилии.

Императорские регалии Бразилии (порт. Joias do Império do Brasil) — драгоценности, которые использовались бразильской императорской семьёй до 1889 года, включая корону дона Педру II.
В настоящее время часть регалий выставлена в Национальном музее в Рио-де-Жанейро, другая часть с 1943 года находится в Императорском музее в Петрополисе. Некоторые регалии хранятся в Бразилиа.
Императорские регалии использовались в церемонии коронации императора Педру II в 1841 году, а также использовались императором во время двух парламентских сессий. В коллекцию регалий входят также корона Педру I, императорский скипетр, королевские костюмы и медали империи, все они хранятся на территории Бразилии.